# Cantieri navali Tosi di Taranto
«Кантьєрі Навалі Тосі ді Таранто» (італ. Cantieri navali Tosi di Taranto) — італійська суднобудівна компанія, яка розташовувалася у Таранто. Компанія була заснована у 1914 році машинобудівною компанією Franco Tosi & C. Між Першою та Другою світовими війнами вона спеціалізувалась на будівництві підводних човнів. Компанія ніколи не оговталася від катастрофічних наслідків Другої світової війни, і стала одним з перших придбань новоствореної фінансової холдингової компанії Fincantieri 29 грудня 1959 року. Верф закрила 31 грудня 1990 року.

## Відомі кораблі та судна, побудовані «Кантьєрі Навалі Тосі ді Таранто»
| - Підводні човни типу «Мамелі» («Гоффредо Мамелі», «П'єр Каппоні», «Джованні да Прочіда», «Тіто Спері») - Підводні човни типу «Брагадін» (Marcantonio Bragadin (1931), «Філіппо Коррідоні») - Підводні човни типу «Сеттембріні» («Луїджі Сеттембріні», «Руджеро Сеттімо») - Підводні човни типу «Аргонаута» («Сальпа», «Серпенте») - Підводні човни типу «Сирена» («Діаманте», «Смеральдо») - Підводні човни типу «Аркімеде» («Аркімеде», «Галілео Ферраріс», «Галілео Галілей», «Еванджеліста Торрічеллі») - «П'єтро Мікка» - Підводні човни типу «Адуа» («Дагабур», «Дессе», «Воршейх», «Вебе Шебелі») - Підводні човни типу «Фока» («Фока», «Атропо», «Зоя») - Підводні човни типу «Брін» («Бенедетто Брін», «Луїджі Гальвані», «Альберто Гульєльмотті», «Аркімеде», «Еванджеліста Торрічеллі») - Підводні човни типу «Люцці» («Генерале Люцці», «Альпіно Баньоліні», «Капітано Тарантіні», «Реджинальдо Джуліані») - Підводні човни типу «Платино» («Ардженто», «Бронцо», «Вольфраміо») - Підводні човни типу «Ромоло» («Рем», «Ромоло») - «Баріо» |